# Platt Adams
Platt Adams (Belleville, 23 de março de 1885 – Toms River, 27 de fevereiro de 1961) foi um atleta e campeão olímpico norte- americano.
Especialista em saltos, ele participou pela primeira vez dos Jogos Olímpicos em Londres 1908, onde foi quinto colocado no salto triplo e no salto em altura sem corrida, modalidade variante do salto em altura em que o atleta não tomava distância da barra para saltar. Esta modalidade existiu apenas entre Paris 1900 e Estocolmo 1912.
Em Estocolmo 1912, Adams conquistou a medalha de ouro no salto em altura sem corrida e uma de prata no salto em distância sem corrida, além de um quinto lugar no salto triplo.